# 4426 Реріх
4426 Реріх (4426 Roerich) — астероїд головного поясу, відкритий 15 жовтня 1969 року.
Тіссеранів параметр щодо Юпітера — 3,341.
Названо на честь Реріха та його сім'ї